# گئورگ لبر
گئورگ لبر (آلمانی: Georg Leber؛ ۷ اکتبر ۱۹۲۰ – ۲۱ اوت ۲۰۱۲) یک سیاست‌مدار اهل آلمان بود. او عضو حزب سوسیال دموکرات آلمان و از سال ۱۹۷۲ تا ۱۹۷۸ وزیر دفاع آلمان غربی بود. گئورگ لبر در ۲۱ اوت ۲۰۱۲ در سن ۹۱ سالگی درگذشت.